# Jincheon-eup
Jincheon-eup (koreanska: 진천읍) är en köping i den centrala delen av Sydkorea, 90 km söder om huvudstaden Seoul. Den är centralort i landskommunen Jincheon-gun i provinsen Norra Chungcheong.